# August
August je priimek več znanih oseb:
- Amadeus August (1942—1992), nemški igralec
- Bernd August (1952—1988), nemški boksar
- Bille August (*1948), danski režiser
- John August (*1971), ameriški novinar
- Pernilla August (*1958), švedska igralka